# Saison 4 de Mom
Chronologie
Saison 3 Saison 5
Cet article présente le guide des épisodes de la quatrième saison de la série télévisée américaine Mom.

## Généralités
- Au Canada, la saison a été diffusée en simultané sur le réseau Citytv.

## Synopsis
La série raconte l'histoire d'une mère célibataire qui, après son combat contre l'alcool, décide de refaire sa vie à Napa Valley en Californie.

## Distribution

### Acteurs principaux
- Anna Faris (VF : Ingrid Donnadieu) : Christy Plunkett
- Allison Janney (VF : Marie Vincent) : Bonnie Plunkett, mère de Christy
- Mimi Kennedy (VF : Brigitte Virtudes) : Marjorie Armstrong
- Jaime Pressly (VF : Valérie Nosrée) : Jill Kendall
- Beth Hall (VF : Véronique Rivière) : Wendy Harris
- William Fichtner (VF : Éric Aubrahn) : Adam Janakowski[1]

### Acteurs récurrents et invités
- Rosie O'Donnell : Jeanine[2] (épisode 2)
- Don McManus (en) (VF : Michel Dodane) : Steve Casper (épisode 3)
- Sadie Calvano (VF : Jessica Monceau) : Violet, fille de Christy (épisodes 4 et 5)
- Matt L. Jones (VF : Jérôme Pauwels) : Baxter, ex-mari de Christy (épisodes 4 et 6)
- Blake Garrett Rosenthal (VF : Oscar Pauwels) : Roscoe, fils de Christy et Baxter (épisodes 4 et 6)
- Sara Rue (VF : Marjorie Frantz) : Candace Hayes (épisode 4)
- Spencer Daniels (VF : Brice Ournac) : Luke, petit-ami de Violet (épisode 5)
- Bradley Whitford (VF : Daniel Lafourcade) : Mitch, ami d'Adam[3] (épisode 9)
- Chris Pratt (VF : David Krüger) : Nick[4] (épisode 11)
- David James Elliott : Joe[5] (épisode 13)
- Wendie Malick (VF : Véronique Augereau) : Danielle, ex-femme d'Adam[5] (épisodes 15 et 16)

## Épisodes

### Épisode 1:Réunions séduisantes
- États-Unis /  Canada : 27 octobre 2016 sur CBS[6] / Citytv
- France : 13 janvier 2018 sur Comédie+

- États-Unis : 7,02 millions de téléspectateurs[7] (première diffusion)

- Chris L. McKenna (Derek)
- Monica Young (Cheryl)
- Ayo Sorrells (Mike)
- John-Michael Carlton (Josh)

### Épisode 2:Expériences passées
- États-Unis /  Canada : 3 novembre 2016 sur CBS / Citytv
- France : 13 janvier 2018 sur Comédie+

- États-Unis : 6,85 millions de téléspectateurs[8] (première diffusion)

- Rosie O'Donnell (Jeanine)
- Jennifer Bini Taylor (Alissa)
- Dan Aho (Roger)
- Michael DiMente (Bruce)

### Épisode 3:Crise de confiance
- États-Unis /  Canada : 10 novembre 2016 sur CBS / Citytv
- France : 13 janvier 2018 sur Comédie+

- États-Unis : 7,10 millions de téléspectateurs[9] (première diffusion)

- Don McManus (Steve)
- Diane Delano (Leslie)
- Mary-Pat Green (Susie)
- Christopher Goodman (Waiter)

### Épisode 4:À qui la faute?
- États-Unis /  Canada : 17 novembre 2016 sur CBS / Citytv
- France : 13 janvier 2018 sur Comédie+

- États-Unis : 7,64 millions de téléspectateurs[10] (première diffusion)

- Sara Rue (Candace)
- Joey Rich (Customer)

### Épisode 5:Le retour de la fille prodigue
- États-Unis /  Canada : 24 novembre 2016 sur CBS / Citytv
- France : 13 janvier 2018 sur Comédie+

- États-Unis : 5,82 millions de téléspectateurs[11] (première diffusion)

- Spencer Daniels (Luke)
- Kevin Daniels (Officer Bill)
- Jason Olive (Paul)
- Andrew James Allen (Jackson)
- Andrew Ortega (Jimmy)

### Épisode 6:Contrôle parental
- États-Unis /  Canada : 1er décembre 2016 sur CBS / Citytv
- France : 20 janvier 2018 sur Comédie+

- États-Unis : 7,01 millions de téléspectateurs[12] (première diffusion)
- Canada : 922 000 téléspectateurs[13] (première diffusion + différé 7 jours)

- Tim Bagley (Dr LaSalle)
- Jack McGee (Frank)
- Louise Claps (Linda)

### Épisode 7:Crise existentielle
- États-Unis /  Canada : 8 décembre 2016 sur CBS / Citytv
- France : 20 janvier 2018 sur Comédie+

- États-Unis : 7,48 millions de téléspectateurs[14] (première diffusion)

- J.J. Boone (Charlotte)
- Jennifer Chang (Nurse)
- Michael Dimente (Bruce, O.C.)

### Épisode 8:Sans circonstance atténuante
- États-Unis /  Canada : 15 décembre 2016 sur CBS / Citytv
- France : 20 janvier 2018 sur Comédie+

- États-Unis : 8,23 millions de téléspectateurs[15] (première diffusion)
- Canada : 1,053 million de téléspectateurs[16] (première diffusion + différé 7 jours)

- Christina Moore (Camille)
- Ivan Hernandez (Officer Darren)

### Épisode 9:La valse des méchantes mains
- États-Unis : 5 janvier 2017 sur CBS
- Canada : non-diffusé
- France : 20 janvier 2018 sur Comédie+

- États-Unis : 8,50 millions de téléspectateurs[17] (première diffusion)

- Bradley Whitford (Mitch)
- Nicole Sullivan (Leanne)
- Tommy Brown (Drive-Thru Employee V.O.)

### Épisode 10:Alerte cigogne
- États-Unis /  Canada : 12 janvier 2017 sur CBS / Citytv
- France : 27 janvier 2018 sur Comédie+

- États-Unis : 7,39 millions de téléspectateurs[18] (première diffusion)

Michael Dimente (Bruce - O.C.)

### Épisode 11:Le bel étalon
- États-Unis /  Canada : 19 janvier 2017 sur CBS / Citytv
- France : 27 janvier 2018 sur Comédie+

- États-Unis : 8,57 millions de téléspectateurs[19] (première diffusion)
- Canada : 977 000 téléspectateurs[20] (première diffusion + différé 7 jours)

- Chris Pratt (Nick)
- John O'Brien (Waiter)

### Épisode 12:La gourmandise est un vilain défaut
- États-Unis /  Canada : 2 février 2017 sur CBS / Citytv
- France : 27 janvier 2018 sur Comédie+

- États-Unis : 8,71 millions de téléspectateurs[21] (première diffusion)
- Canada : 1,075 million de téléspectateurs[22] (première diffusion + différé 7 jours)

- Jonny Coyne (Victor)
- Lauri Johnson (Beatrice)
- Amy Farrington (June)

### Épisode 13:Tout n'est pas perdu
- États-Unis /  Canada : 9 février 2017 sur CBS / Citytv
- France : 27 janvier 2018 sur Comédie+

- États-Unis : 7,56 millions de téléspectateurs[23] (première diffusion)

- David James Elliott (Joe)
- Claudia Choi (Woman)

### Épisode 14:La patience a ses limites
- États-Unis /  Canada : 16 février 2017 sur CBS / Citytv
- France : 3 février 2018 sur Comédie+

- États-Unis : 7,87 millions de téléspectateurs[24] (première diffusion)

- Mary Pat Gleason (Mary)
- Marcus Tojo (Walter)
- Carrie Armstrong (Carla)
- Doc Farrow (Sam)
- Chip Chinery (Dave)

### Épisode 15:Chasse gardée
- États-Unis /  Canada : 23 février 2017 sur CBS / Citytv
- France : 3 février 2018 sur Comédie+

- États-Unis : 7,62 millions de téléspectateurs[25] (première diffusion)

- Wendie Malick (Danielle)
- Amy Hill (Beverly)

### Épisode 16:Numéro d'urgence
- États-Unis /  Canada : 9 mars 2017 sur CBS / Citytv
- France : 3 février 2018 sur Comédie+

- États-Unis : 7,5 millions de téléspectateurs[26] (première diffusion)

- Wendie Malick (Danielle)
- Carlease Burke (Nurse Patricia)

### Épisode 17:Mise à l'épreuve
- États-Unis /  Canada : 30 mars 2017 sur CBS / Citytv
- France : 10 février 2018 sur Comédie+

- États-Unis : 7,03 millions de téléspectateurs[27] (première diffusion)

- Amy Hill (Beverly)
- Charlie Robinson (Mr. Munson)
- Julia Lester (Emily)
- Dana L. Wilson (Barbara)
- Rachel Winfree (Judith)
- David Trice (Man)

### Épisode 18:Le secret de ma mère
- États-Unis /  Canada : 6 avril 2017 sur CBS / Citytv
- France : 10 février 2018 sur Comédie+

- États-Unis : 7,5 millions de téléspectateurs[28] (première diffusion)

Leonard Roberts (Ray)

### Épisode 19:Vie de couple
- États-Unis /  Canada : 13 avril 2017 sur CBS / Citytv
- France : 10 février 2018 sur Comédie+

- États-Unis : 6,93 millions de téléspectateurs[29] (première diffusion)

Bret Harrison (Brad)

### Épisode 20:Un phare dans la nuit
- États-Unis /  Canada : 27 avril 2017 sur CBS / Citytv
- France : 17 février 2018 sur Comédie+

- États-Unis : 7,06 millions de téléspectateurs[30] (première diffusion)

- Jonny Coyne (Victor)
- Mary Pat Gleason (Mary)
- Michael Dimente (Bruce)
- Nathan Anderson (Guy)

### Épisode 21:Crise d'angoisse
- États-Unis /  Canada : 4 mai 2017 sur CBS / Citytv
- France : 17 février 2018 sur Comédie+

- États-Unis : 8,18 millions de téléspectateurs[31] (première diffusion)

- Julia Lester (Emily)
- Missi Pyle (Natasha)
- John Benjamin Hickey (Dr Sellers)
- Yeardley Smith (Enid)

### Épisode 22:Famille recomposée
- États-Unis /  Canada : 11 mai 2017 sur CBS[32] / Citytv
- France : 17 février 2018 sur Comédie+

- États-Unis : 8,12 millions de téléspectateurs[33] (première diffusion)

- Don McManus (Steve)
- Leonard Roberts (Ray)
- Lauri Johnson (Beatrice)
- David Anthony Higgins (George)